# アレクサンダー・グリューンヴァルト
アレクサンダー・グリューンヴァルト（Alexander Grünwald, 1989年5月1日 - ）は、オーストリア・クラーゲンフルト出身の元サッカー選手。現役時代のポジションはミッドフィールダー。

## 経歴
14歳の頃に地元クラブFCケルンテンの育成部門よりオーストリア・ブンデスリーガに所属するFKアウストリア・ウィーンの育成部門へ移籍。17歳でセカンドチームへ、18歳でトップチームへの昇格を果たした。当時のU-18チーム及びセカンドチームでのチームメートにはマルクス・ズットナー、ルビン・オコティ、アンドレアス・ウルマー等がおり、翌年にはアレクサンダル・ドラゴヴィッチやダヴィド・アラバが同じ形で育成部門からセカンドチーム及びトップチームへの昇格を果たしている。
2008年に経験を積むためにエアステリーガのSCヴィーナー・ノイシュタットに移籍し、同チーで5試合3得点を記録しリーグでの優勝及びオーストリア・ブンデスリーガへの昇格を果たす。
2011年には再びFKアウストリア・ウィーンに復帰し、以降はチームの主力に定着。主にセントラルミッドフィルダーのポジションでプレーしている。2013年にはオーストリア・ブンデスリーガで優勝を果たした。
怪我の影響で早々にシーズン終了した2013-14シーズン以外は毎シーズンUEFAヨーロッパリーグやオーストリア・カップを含めた公式戦で二桁の得点とアシストを記録している。2015-16シーズンでは37試合に出場し11得点9アシストを記録している。
2016-17シーズンはリーグ戦では36試合に出場し11得点9アシストを記録。UEFAヨーロッパリーグの最終予選ではノルウェーのローゼンボリBKを相手に2得点1アシストを決め、本大会出場の原動力となった。本大会ではFCアストラやASローマを相手に得点を決めた。

## 代表歴
育成年代では各カテゴリーで招集され、U-21欧州選手権2009にも出場した。

## タイトル

### クラブ
SCヴィーナー・ノイシュタット
- エアステリーガ : 2008-09

FKアウストリア・ウィーン
- オーストリア・ブンデスリーガ : 2012-13